# Nevel'skoy
La Nevel'skoy (progetto 514 nella classificazione sovietica) era una nave da ricerca oceanografica sovietica costruita nei primissimi anni sessanta. Unica unità costruita della classe omonima, era classificata in URSS come EHOS.

## Tecnica e servizio
La Nevel'skoy era estremamente simile alle navi della classe Nikolay Zubov, delle quali costituì probabilmente una sorta di esemplare di pre-serie. Infatti, le dotazioni di base erano le stesse, così come le sovrastrutture, che però erano di dimensioni leggermente inferiori.
Si trattò di una delle pochissime navi oceanografiche ad essere costruite direttamente in Unione Sovietica: infatti, la costruzione di gran parte delle unità di questo tipo di solito fu effettuata in Polonia.
La costruzione venne effettuata presso il cantiere navale di Nikolayev, e l'unità entrò in servizio nel 1961. La nave fu posta in riserva nel 1991 e demolita l'anno successivo.